# Chionomys gud
Chionomys gud é uma espécie de roedor da família Cricetidae.
Pode ser encontrada nos seguintes países: Geórgia, Rússia e Turquia.
Os seus habitats naturais são: florestas temperadas e campos de gramíneas de clima temperado.